# Graaf van Biesterfeld
De titel Gräfin (Graf) von Biesterfeld werd gecreëerd door vorst Leopold IV van Lippe op 8 februari 1909 voor zijn aanstaande schoonzuster Armgard, verloofde van zijn jongere broer prins Bernhard van Lippe, en voor de eventuele kinderen, die uit dit morganatische huwelijk geboren zouden worden. Zij behoorden ook niet tot het vorstenhuis van Lippe, omdat het huwelijk van Bernhard en Armgard morganatisch was, en de zonen werden dan ook niet vermeld in de Almanach de Gotha.
Op 24 februari 1916 werd zij met haar beide zoons door Leopold IV verheven tot Prinzessin (Prinz) zur Lippe-Biesterfeld met het predicaat Durchlaucht (Doorluchtige Hoogheid). Bij datzelfde decreet werden beide zonen troonopvolgingsrechten verleend, maar wel na alle andere Lippe(-Biesterfeld)s doch voor alle leden van de tak Lippe-Weißenfeld. Daarna werden ze ook weer opgenomen in de Almanach de Gotha.